# 尾野実信
尾野 実信（おの みのぶ、1865年12月2日（慶応元年10月15日） - 1946年（昭和21年）4月19日）は、日本の陸軍軍人。最終階級は陸軍大将。A級戦犯として絞首刑となった武藤章（陸軍中将）は娘婿。

## 経歴
福岡県（朝倉郡甘木）出身。黒田藩士尾野実治の長男として生れる。1888年（明治21年）7月、陸軍士官学校（旧10期）を卒業し、歩兵少尉に任官、歩兵第14連隊小隊長に就任した。1896年（明治29年）3月、陸軍大学校（10期）を首席で卒業した。日清戦争出征のため、陸大を一時中退し戦後に復校している。参謀本部員、ドイツ駐在、中部都督部参謀、大本営参謀などを歴任。
日露戦争では、満州軍参謀兼大山巌元帥副官として出征し、さらに満州軍総兵站監部参謀となった。参謀本部員兼大山元帥副官、陸軍省軍務局歩兵課長、ドイツ大使館付武官、歩兵第37連隊長、中清派遣隊司令官を経て、1912年（明治45年）3月、陸軍少将に進級し、歩兵第8旅団長、参謀本部第1部長、同総務部長を歴任。1916年（大正5年）8月、陸軍中将となり、第10師団長、第15師団長、教育総監部本部長、陸軍次官、兼航空部長を歴任。
1922年（大正11年）5月、陸軍大将となり、関東軍司令官、軍事参議官を勤め、1925年（大正14年）5月に予備役に編入。
のち、大日本相撲協会会長、内閣顧問を勤めた。

## 栄典
位階
- 1905年（明治38年）4月7日 - 正六位[1]
- 1907年（明治40年）12月27日 - 従五位[2]
- 1912年（明治45年）5月10日 - 正五位[3]
- 1916年（大正5年）9月11日 - 従四位[4]
- 1918年（大正7年）10月10日 - 正四位[5]
- 1925年（大正14年）6月24日 - 正三位[6]

勲章等
- 1905年（明治38年）11月30日 - 勲四等瑞宝章[7]
- 1915年（大正4年）
  - 4月24日 - 勲二等瑞宝章[8]
  - 11月7日 - 旭日重光章・大正三四年従軍記章[9]
- 1919年（大正8年）12月15日 - 戦捷記章[10]
- 1922年（大正11年）6月27日 - 勲一等瑞宝章[11]
- 1940年（昭和15年）8月15日 - 紀元二千六百年祝典記念章[12]